# Bataille de Verkiai
Guerre russo-polonaise (1654–1667)
Batailles
- Smolensk
- Chklow
- Szepielewicze
- Ochmatów
- Vilnius
- Horodok
- Ozerna
- Verkiai
- Miadzel
- Konotop
- Liakhavitchy
- Połonka
- Lioubar
- Słobodyszcze
- Bassia
- Tchoudniv
- Kuszliki
- Hloukhiv
- Stawiszcze

La bataille de Verkiai se déroula du 24 septembre au 11 octobre 1658, pendant la guerre russo-polonaise qui opposa la république des Deux Nations au tsarat de Russie de 1654 à 1667.

## Sources
- (en) Cet article est partiellement ou en totalité issu de l’article de Wikipédia en anglais intitulé « Battle of Werki » (voir la liste des auteurs).